# Юнчжоу
Юнчжоу (кит. спр. 永州市, піньїнь: Yǒngzhōu Shì) — місто-округ в китайській провінції Хунань.

## Географія
Юнчжоу розташовується на півдні провінції.

### Клімат
Місто знаходиться у зоні, котра характеризується вологим субтропічним кліматом. Найтепліший місяць — липень із середньою температурою 30 °C (86 °F). Найхолодніший місяць — січень, із середньою температурою 6.1 °С (43 °F).
| Клімат Юнчжоу (район Леншуйтань) | Клімат Юнчжоу (район Леншуйтань) | Клімат Юнчжоу (район Леншуйтань) | Клімат Юнчжоу (район Леншуйтань) | Клімат Юнчжоу (район Леншуйтань) | Клімат Юнчжоу (район Леншуйтань) | Клімат Юнчжоу (район Леншуйтань) | Клімат Юнчжоу (район Леншуйтань) | Клімат Юнчжоу (район Леншуйтань) | Клімат Юнчжоу (район Леншуйтань) | Клімат Юнчжоу (район Леншуйтань) | Клімат Юнчжоу (район Леншуйтань) | Клімат Юнчжоу (район Леншуйтань) | Клімат Юнчжоу (район Леншуйтань) |
| Показник                         | Січ.                             | Лют.                             | Бер.                             | Квіт.                            | Трав.                            | Черв.                            | Лип.                             | Серп.                            | Вер.                             | Жовт.                            | Лист.                            | Груд.                            | Рік                              |
| Абсолютний максимум, °C          | 25                               | 28                               | 30                               | 32                               | 36                               | 37                               | 38                               | 40                               | 38                               | 35                               | 28                               | 23                               | 40                               |
| Середній максимум, °C            | 9                                | 11                               | 16                               | 22                               | 25                               | 30                               | 35                               | 33                               | 30                               | 23                               | 17                               | 12                               | 22                               |
| Середня температура, °C          | 5                                | 8                                | 13                               | 18                               | 21                               | 26                               | 30                               | 28                               | 25                               | 19                               | 13                               | 8                                | 18                               |
| Середній мінімум, °C             | 2                                | 5                                | 10                               | 15                               | 18                               | 23                               | 25                               | 24                               | 21                               | 15                               | 10                               | 5                                | 14                               |
| Абсолютний мінімум, °C           | −5                               | −5                               | 0                                | 5                                | 8                                | 17                               | 22                               | 20                               | 12                               | 6                                | 0                                | −2                               | −5                               |
| Норма опадів, мм                 | 60                               | 100                              | 180                              | 150                              | 240                              | 250                              | 160                              | 60                               | 50                               | 90                               | 30                               | 40                               | 1480                             |
| Вологість повітря, %             | 72                               | 79                               | 82                               | 81                               | 83                               | 79                               | 69                               | 73                               | 74                               | 74                               | 81                               | 79                               | 77                               |
| -------------------------------- | -------------------------------- | -------------------------------- | -------------------------------- | -------------------------------- | -------------------------------- | -------------------------------- | -------------------------------- | -------------------------------- | -------------------------------- | -------------------------------- | -------------------------------- | -------------------------------- | -------------------------------- |
| Джерело: Weatherbase             |                                  |                                  |                                  |                                  |                                  |                                  |                                  |                                  |                                  |                                  |                                  |                                  |                                  |

## Адміністративний поділ
Префектура поділяється на 2 райони, 1 місто та 8 повітів (один з них є автономним):
| Карта                                                                                           | Карта      | Карта          | Карта            |
| ----------------------------------------------------------------------------------------------- | ---------- | -------------- | ---------------- |
| Дун'ань Цзян'юн ① Лінлін Шуанпай Дао Цзянхуа-Яо Ціян Нін'юань Ланьшань ② ① Леншуйтань ② Сінтянь |            |                |                  |
| Статус                                                                                          | Назва      | Оригінал       | Населення (2020) |
| Район                                                                                           | Леншуйтань | 冷水滩区       | 583 136          |
| Район                                                                                           | Лінлін     | 零陵区         | 563 556          |
| Місто                                                                                           | Ціян       | 祁阳市         | 832 813          |
| Повіт                                                                                           | Дао        | 道县           | 621 275          |
| Повіт                                                                                           | Дун'ань    | 东安县         | 490 385          |
| Повіт                                                                                           | Ланьшань   | 蓝山县         | 329 909          |
| Повіт                                                                                           | Нін'юань   | 宁远县         | 684 121          |
| Повіт                                                                                           | Сінтянь    | 新田县         | 343 595          |
| Повіт                                                                                           | Цзян'юн    | 江永县         | 235 699          |
| Повіт                                                                                           | Шуанпай    | 双牌县         | 157 140          |
| Автономний повіт                                                                                | Цзянхуа-Яо | 江华瑶族自治县 | 448 195          |